# 洛維拉 (愛荷華州)
洛維利亞（英語：Lovilia）是一個位於美國愛荷華州門羅縣的城市。

## 地理
洛維利亞的座標為41°07′57″N 92°54′22″W / 41.13250°N 92.90611°W，而該地的平均海拔高度為278米（即912英尺）。

## 人口
根據2010年美國人口普查的數據，洛維利亞的面積為1.29平方千米，當中陸地面積為1.29平方千米，而水域面積為0.00平方千米。當地共有人口538人，而人口密度為每平方千米417人。